# 贝蒂尔·奥尔松
贝蒂尔·奥尔松（瑞典語：Bertil Ohlson，1899年1月22日—1970年9月6日），瑞典男子田径运动员，主攻全能。他曾代表瑞典参加1920年夏季奥林匹克运动会田径比赛，获得男子十项全能铜牌。